# Абдулазиз ибн Мухамед
Абдулазиз ибн Мухамед (арап. عبد العزيز بن محمد ال سعود; 1721—1803) је други имам прве саудијске државе и трећи владар династије Сауд и шеснаести емир Емирата Дирија, и трећи је син имама Мухамеда ибн Сауда. Власт је преузео након смрти свог оца 1765. године, и наставио да гради прву саудијску државу и шири реформистички позив.

## Биографија
Абдулазиз ибн Мухамед је био одређен да буде наследник престола династије Сауд док је његов отац Мухамед ибн Сауд († 1765) још био жив и потврдио га је Мухамед ибн Абдул Вахаб. Пошто се већ прославио као генерал, могао је без проблема да преузме власт 1765. године. Наставио је војно преобраћање бедуинских племена на вехабијску доктрину. Први важан успех било је потчињавање Емирата Ријада 1773. године, који се успешно опирао 27 година.
У годинама које су уследиле, бедуини Централне Арабије су били потчињени у непрекидном герилском рату. До 1800. године. Ел Хаса, Бахреин и племена Катара, као и Гусарска обала, били су покорени. Кампање османских паша од Багдада до Ел Хасе биле су неуспешне. Године 1802. вехабије су чак освојиле и опљачкале Карбалау у Ираку, уништивши Хусеинову гробницу, једно од најважнијих шиитских светилишта.
Након што су верски преговори између Шерифа Меке и вехабија били неуспешни 1771. и 1790. године, борбе у Хиџазу су ескалирале од 1795. године. После пораза од Кумраха (1798), Шериф Галеб је прво морао да склопи мир. Касније, 1801. године, Абд ал-Азиз је прекинуо мир, опљачкао ирачке градове Кербелу и Наџаф, заузео Таиф и окупирао Меку. Међутим, вехабије нису могле освојити Џеду.
У Дираџи 2. октобра 1803. године, Абдулазиз ибн Мухамед је убијен од стране шиита док се молио у џамији. Наследио га је Сауд ибн Абдулазиз (1803–1814).